# Groupware
Groupware, ook wel Group support systems of collaborative software genoemd, is een categorie van software die erop gericht is met een groep van gebruikers een gezamenlijk eindresultaat te bereiken. Deze software maakt het mogelijk dat verschillende gebruikers tegelijk van verschillende plaatsen aan hetzelfde Document kunnen werken, dat online beschikbaar is. Een wiki is hiervan een voorbeeld, maar denk ook aan softwarepakketten voor gezamenlijke brainstormsessies of, in ruimere zin, e-mail en gezamenlijke agenda's. Kennis delen vormt de basis voor het gebruik van deze software. Daarnaast vormt groupware een belangrijk communicatiemiddel en kan het de samenwerking ondersteunen. Deze aspecten maken groupware tot een onmisbaar middel voor grote, verspreide organisaties om optimaal samen te werken.
Laudon en Laudon gebruiken als definitie: “software die het belang van groepen binnen een kantoor erkent door het aanbieden van functies en diensten die de samenwerkende activiteiten van werkgroepen bevorderen.”
Enkele van de meest gebruikte commerciële groupwarepakketten zijn Lotus Notes en Microsoft Outlook. Een ander voorbeeld is Google Docs, een gratis groupwarepakket in de online werkomgeving van Google. Het is hiermee mogelijk om met een aantal gebruikers tegelijk in real-time aan eenzelfde document, presentatie of tekening te werken. Om Google Docs te gebruiken is alleen een webbrowser nodig. De software kan ook in kantoorsoftwarepakket zijn opgenomen.